# Sedum batallae
Sedum batallae là một loài thực vật có hoa trong họ Crassulaceae. Loài này được Barocio miêu tả khoa học đầu tiên năm 1973.